# Wiktor Petrowitsch Botschanzew
Wiktor Petrowitsch Botschanzew (russisch Виктор Петрович Бочанцев, wiss. Transliteration Viktor Petrovič Bočancev, international übliche Schreibweise Victor Petrovič Botschantzev; * 7. Oktoberjul. / 20. Oktober 1910greg. in Werny; † 30. August 1990 in Leningrad) war ein sowjetischer Botaniker. Sein Forschungsgebiet umfasste die Samenpflanzen, besonders die Kreuzblütengewächse (Brassicaceae)  und Gänsefußgewächse (Chenopodiaceae). Er hat etwa 571 Pflanzensippen neu kombiniert beziehungsweise neu beschrieben. Ein Großteil seiner wissenschaftlichen Arbeit fand am Botanischen Institut W. L. Komarow in Leningrad statt.
Sein botanisches Autorenkürzel lautet „Botsch.“.

## Publikationen (Auswahl)
- L. E. Rodin, B. Vinogradov. Y. Mirochnenko. M. Pelt, H. Kalenov & V. Botschantzev. 1970. Etude géobotanique des paturages du secteur ouest du département de Médéa (Algérie). 124 S., Nauka.
- Beiträge zu Florenwerken, beispielsweise:
  - Flora URSS
  - Flora Tadzhikskoĭ SSR
  - Flora Uzbekistana
  - Flora Coreana
  - Flora Qinghaiica
- Publikationen in wissenschaftlichen Periodika, beispielsweise in:
  - Botanicheskii Zhurnal. Moscow & Leningrad
  - Novosti sistematiki vysshikh rastenii. Moscow & Leningrad.
  - Botanicheskie Materialy Gerbariya Botanicheskogo Instituti Imeni V. L. Komarova Akademii Nauk S S S R.

## Ehrungen
Als Ehrung sind eine Pflanzengattung und mehrere Arten nach ihm benannt worden:
- Botschantzevia Nabiev 1972
- Perovskia botschantzevii Kovalevsk. & Kochk. 1986
- Stubendorffia botschantzevii Vinogradova 1974
- Lagochilus botschantzevii Kamelin & Zuckerw. 1983
- Eversmannia botschantzevii S.A.Sarkisova 1981
- Achnatherum botschantzevii Tzvelev 1974